# Datto
Datto – miasto w Stanach Zjednoczonych, w stanie Arkansas, w hrabstwie Clay.